# Jean-Marc Biasio
 (octobre 2012).
Si vous disposez d'ouvrages ou d'articles de référence ou si vous connaissez des sites web de qualité traitant du thème abordé ici, merci de compléter l'article en donnant les références utiles à sa vérifiabilité et en les liant à la section « Notes et références ».
Jean-Marc Biasio est un ancien joueur, devenu entraîneur français de volley-ball,  né le 1er mars 1962.
Jean-Marc Biasio avait pour particularité dans les années 1990, d'utiliser une assistance vidéo sur le banc d'entraineur lors des rencontres.
Il fut international junior entre 1977 et 1979.

## Palmarès

### Entraîneur
- Championnat de France
  - Finaliste : 1992
- Championnat de France Ligue B
  - Vainqueur : 2008
- N1B Féminine
  - Vainqueur : 1997
- Coupe de France de volley-ball féminin
  - Finaliste : 2006
- Challenge Cup masculine
  - Quart de finaliste : 1992, 1993